# Список альбомов № 1 в США в 2012 году (Billboard)

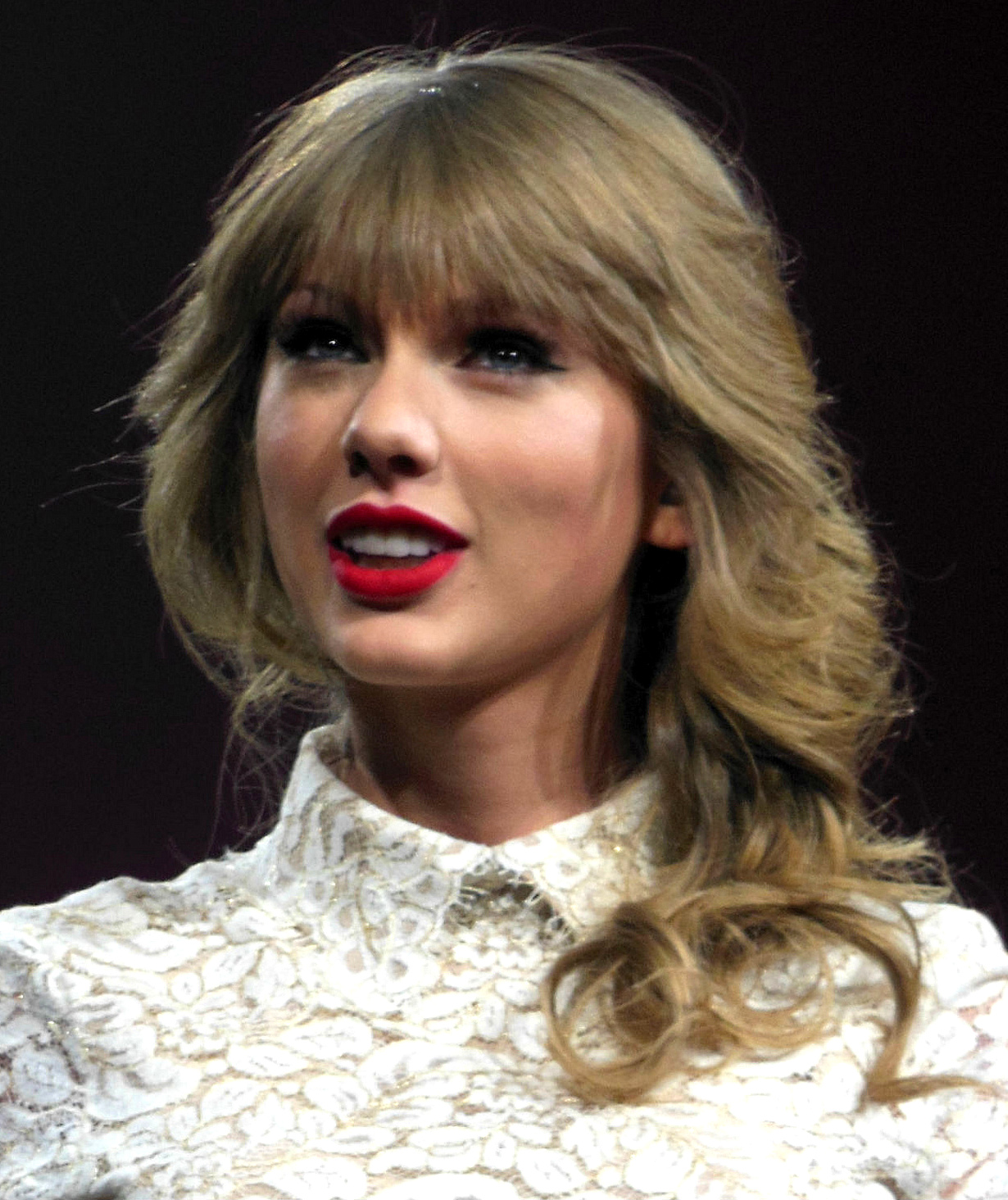
Тейлор Свифт в 2012 году со своим новым альбомом Red дебютировала на № 1 с рекордом за 10 лет.

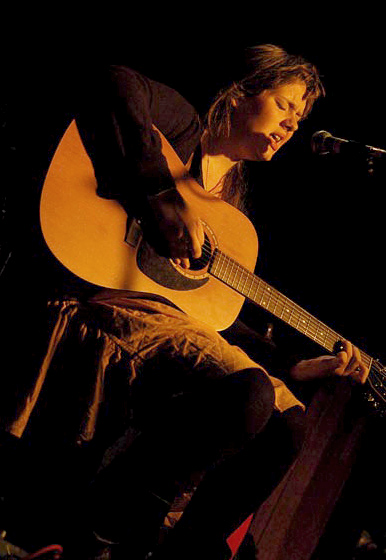
Альбом 21 певицы Адель в январе 2012 года вернулся на первое место чарта, продлив в итоге своё лидерство до 24 недель на № 1.

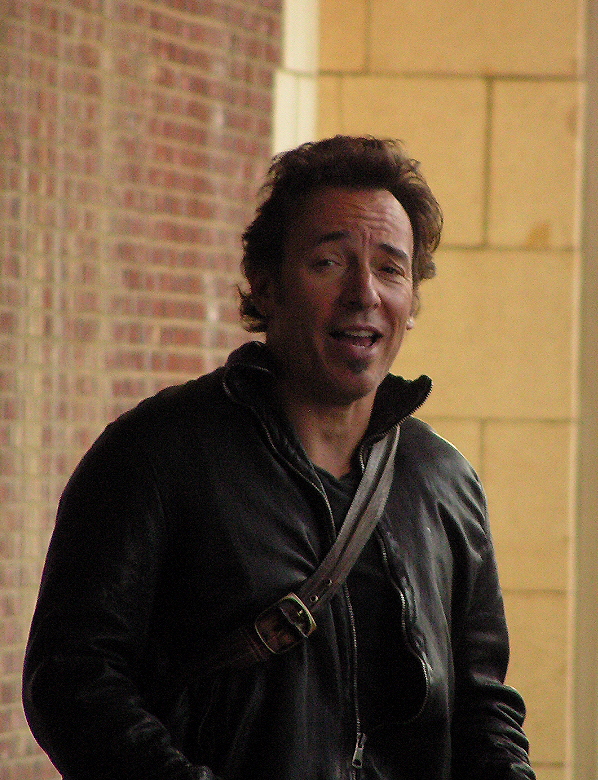
Американский певец Брюс Спрингстин со своим новым диском «Wrecking Ball» в марте 2012 года в 10-й раз возглавил чарт Billboard 200.

Список альбомов № 1 в США в 2012 году (#1 2012 Billboard 200) включает альбомы, возглавлявшие главный хит-парад Северной Америки каждую из 52 недель 2012 года по данным старейшего музыкального журнала США Billboard.

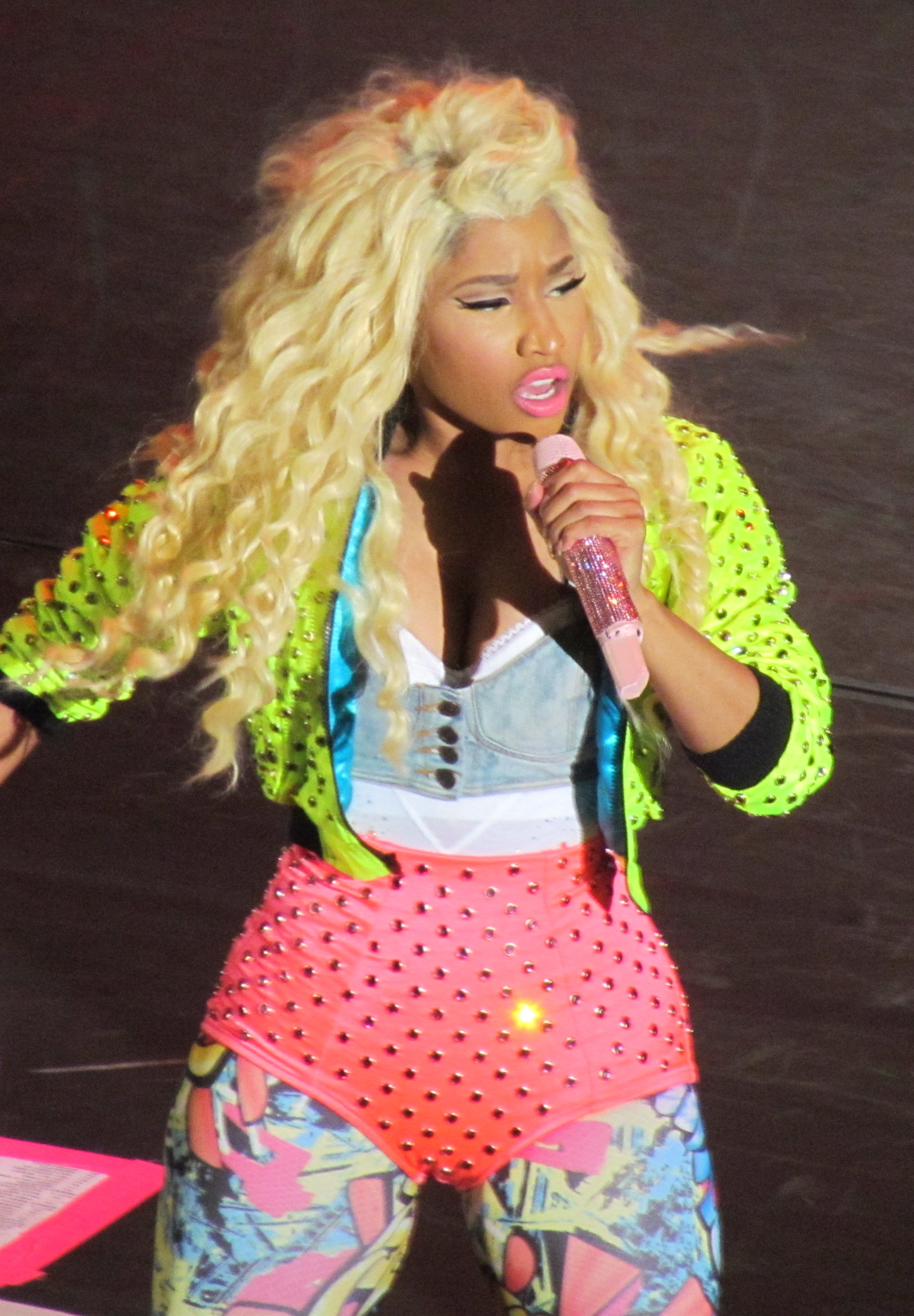
Ники Минаж с альбомом Pink Friday: Roman Reloaded стала первой женщиной-рэпером в истории, сумевшей возглавить чарт дважды в карьере

## История
- Альбом 21 певицы Адель в январе 2012 года снова вернулся на первое место чарта, что продлило его время нахождения на вершине списка до 14 недель (13 недель в 2011 году), рекорд со времён диска-саундтрека к фильму Титаник, который в 1998 году пробыл 16 недель на № 1. Среди женщин Адель в январе 2012 года делила третье место с Уитни Хьюстон с альбомом Whitney Houston (14 недель № 1 в 1986), уступая только двум певицам по числу нахождения на № 1. Той же У. Хьюстон с диском-саундтреком к фильму «Телохранитель» (20 недель в 1992—1993) и Кэрол Кинг с диском Tapestry (альбом) (15 недель в 1971)[3]. В марте альбом 21 продлил свой рекорд до 23 недель на № 1, став самым успешным диском среди всех женщин[4][5][6][7][8][9][10], а в июне и до 24 недель[11]. Ранее, 24 недели на вершине продержался альбом Purple Rain (1984—1985) певца Принса[12].
- В начале марта 2012 года впервые в истории сразу три альбома одной женщины попали в Top-10 чарта Billboard 200. После внезапной кончины Уитни Хьюстон три её старых диска вошли в верхнюю десятку: Whitney: The Greatest Hits (№ 2), The Bodyguard (№ 6) и Whitney Houston (№ 9)[13]. Последний раз сразу три альбома одного исполнителя в Лучшей десятке были в 1968 году, тогда это удалось сделать дуэту Simon & Garfunkel: Bookends (№ 1), The Graduate (№ 2) и «Parsley, Sage, Rosemary and Thyme» (№ 10). Ещё ранее то же достижение сделали три группы: The Beatles, Peter, Paul & Mary и Herb Albert & the Tijuana Brass. Именно последним (Herb Albert & the Tijuana Brass) принадлежит абсолютный рекорд: 4 альбома в Top 10 Billboard 200 (4 апреля 1966 года). Но если считать не существующий ныне чарт Top Comprehensive Albums (который объединял и новые и старые переизданные альбомы из каталога Top Catalog Albums), то рекорд принадлежит Майклу Джексону, который 25 июля и 1 августа 2009 года дважды имел по 6 альбомов в Лучшей десятке (а всего 7 раз по 3 и более альбомов одновременно в разные недели). А спустя месяц (26 сентября 2009 года) группа The Beatles в том же объединённом каталоге имела сразу 5 своих альбомов в Top-10 одновременно[14].
- Альбом Wrecking Ball американского певца Брюса Спрингстина в марте 2012 года стал 10-м для него диском, возглавившим Billboard 200. По этому показателю он вместе Элвисом Пресли делит третье место в истории чарта. А лидируют группа The Beatles (19 альбомов № 1 в США) и рэпер Jay-Z (12)[15].
- One Direction стала первой британской группой, чей дебютный альбом (Up All Night) сразу попал на первое место в США. Ранее, лучшим достижением для Великобритании было дебютирование на 6 месте первого диска группы Spice Girls (Spice, 22 февраля 1997 года, позднее он достиг № 1)[16].
- В конце марта альбом The Hunger Games: Songs from District 12 and Beyond стал 16-м саундтреком, дебютировавшим на первом месте в США и 1-м за почти 3 года чарттоппером после диска Michael Jackson’s This Is It (№ 1 в ноябре 2009 года). На саундтреке к фильму «Голодные игры» записаны песни в исполнении Тейлор Свифт, Кид Кади, Arcade Fire, Maroon 5, Миранда Ламберт, The Decemberists и других[17].
- В апреле 12-й студийный альбом Мадонны MDNA стал её 8-м чарттоппером (занимая среди женщин 2-е место по этому показателю и уступая только один пункт Барбаре Стрейзанд) и 5-м подряд диском, возглавившим Billboard 200[18].
- В мае 4-й студийный альбом Кэрри Андервуд Blown Away стал её 3-м чарттоппером после успехов её прошлых дисков: Carnival Ride (2007) и Play On (2009). Она стала только 3-й в истории женщиной с тремя кантри-альбомами на № 1. Ранее это сделали Линда Ронстадт (Heart Like a Wheel — 1974, Simple Dreams — 1977 и Living in the USA — 1978) и Фэйт Хилл («Breathe» — 1999, «Cry» — 2002 и «Fireflies» — 2005)[19].
- В июне 5-й студийный альбом Джона Мейера Born and Raised стал его 3-м чарттоппером после успехов его прошлых дисков: Heavier Things (2003) и Battle Studies (2009)[20].
- В июне альбом Living Things рок-группы Linkin Park стал их 5-м чарттоппером — рекордный показатель для любой группы с 2000 года[21].
- В июне 10-й студийный альбом рэпера Nas Life Is Good стал его 6-м чарттоппером после успехов его прошлых дисков: It Was Written (1996), The Firm (1997; with Foxy Brown, AZ and Nature), I Am (1999), Hip-Hop Is Dead (2007) и Untitled (2008). А в соул-чарте «Top R&B/Hip-Hop Albums» это его уже 9-й альбом, достигший там первого места[22].
- В августе в 16-й раз альбом (сборник хитов «Now 43») из серии Now That’s What I Call Music! возглавил хит-парад (1-й раз это было в 2000 году с диском Now 4). 43-й по счёту диск этой серии, как и все её предыдущие, включает уже известные синглы (в том числе хиты № 1 «Call Me Maybe» и «Part of Me»). Все эти 43 альбома входили в Top-10[23].
- Группа Dave Matthews Band стала первой в истории, чьи 6 студийных альбомов подряд достигали № 1 в главном чарте США: Away from the World (2012), Big Whiskey and the GrooGrux King (2009) …[24].
- Барбра Стрейзанд с помощью своего нового диска Release Me обновила рекорд среди певиц: 32 альбома в Лучшей десятке чарта top-10[25].
- В ноябре 2012 года новый альбом Тейлор Свифт Red стал самым продаваемым в дебютную неделю альбомом (1,21 млн копий) за все последние 10 лет, впервые с 2002 года, когда альбом The Eminem Show Эминема вышел тиражом в 1,32 млн копий. Среди женщин новый альбом уступает только диску Бритни Спирс Oops!… I Did It Again (1,319 млн в 2000 году). Это 3-й чарттоппер для Тейлор Свифт и она стала 1-й в истории певицей с двумя дисками, дебютировавшими с миллионным тиражом в одну неделю (первым для неё «миллионником» был Speak Now, стартовавший в 2010 году с тиражом в 1,047 млн.)[26]. В декабре альбом вернулся на первое место, что дало в сумме 21 неделю лидерства для всех трёх альбомов Т. Свифт. Это 4-й показатель с 1991 года (эры подсчёта Soundscan) после кантри-певца Гарта Брукса (он в этот период лидировал 51 неделю), рэпера Эминема (29) и певицы Адель (24 — причём все за счёт одного её альбома 21)[27].

## Список 2012 года
| Дата        | Альбом № 1 недели                                   | Исполнитель                      | Ссылка        |
| ----------- | --------------------------------------------------- | -------------------------------- | ------------- |
| 7 января    | Christmas                                           | Майкл Бубле                      | [ 28 ]        |
| 14 января   | 21                                                  | Адель                            | [ 3 ]         |
| 21 января   | 21                                                  | Адель                            | [ 29 ]        |
| 28 января   | 21                                                  | Адель                            | [ 30 ]        |
| 4 февраля   | 21                                                  | Адель                            | [ 31 ]        |
| 11 февраля  | 21                                                  | Адель                            | [ 5 ]         |
| 18 февраля  | 21                                                  | Адель                            | [ 6 ]         |
| 25 февраля  | 21                                                  | Адель                            | [ 7 ] [ 32 ]  |
| 3 марта     | 21                                                  | Адель                            | [ 8 ]         |
| 10 марта    | 21                                                  | Адель                            | [ 9 ]         |
| 17 марта    | 21                                                  | Адель                            | [ 10 ]        |
| 24 марта    | Wrecking Ball                                       | Брюс Спрингстин                  | [ 33 ]        |
| 31 марта    | Up All Night                                        | One Direction                    | [ 16 ]        |
| 7 апреля    | The Hunger Games: Songs from District 12 and Beyond | Саундтрек к фильму Голодные игры | [ 17 ]        |
| 14 апреля   | MDNA                                                | Мадонна                          | [ 18 ]        |
| 21 апреля   | Pink Friday: Roman Reloaded                         | Ники Минаж                       | [ 34 ] [ 35 ] |
| 28 апреля   | Tuskegee                                            | Лайонел Ричи                     | [ 36 ]        |
| 5 мая       | Tuskegee                                            | Лайонел Ричи                     | [ 37 ]        |
| 12 мая      | Blunderbuss                                         | Джек Уайт                        | [ 38 ]        |
| 19 мая      | Blown Away                                          | Кэрри Андервуд                   | [ 19 ]        |
| 26 мая      | Blown Away                                          | Кэрри Андервуд                   | [ 39 ]        |
| 2 июня      | Trespassing                                         | Адам Ламберт                     | [ 40 ]        |
| 9 июня      | Born and Raised                                     | Джон Мейер                       | [ 20 ]        |
| 16 июня     | Born and Raised                                     | Джон Мейер                       | [ 41 ]        |
| 23 июня     | 21                                                  | Адель                            | [ 11 ]        |
| 30 июня     | Looking 4 Myself                                    | Ашер                             | [ 42 ]        |
| 7 июля      | Believe                                             | Джастин Бибер                    | [ 43 ]        |
| 14 июля     | Living Things                                       | Linkin Park                      | [ 21 ]        |
| 21 июля     | Fortune                                             | Крис Браун                       | [ 44 ]        |
| 28 июля     | Uncaged                                             | Zac Brown Band                   | [ 45 ]        |
| 4 августа   | Life Is Good                                        | Nas                              | [ 22 ]        |
| 11 августа  | Uncaged                                             | Zac Brown Band                   | [ 46 ]        |
| 18 августа  | God Forgives, I Don't                               | Rick Ross                        | [ 47 ]        |
| 25 августа  | Now 43                                              | Various artists                  | [ 23 ]        |
| 1 сентября  | Based on a T.R.U. Story                             | 2 Chainz                         | [ 48 ]        |
| 8 сентября  | Chapter V                                           | Trey Songz                       | [ 49 ]        |
| 15 сентября | Eye On It                                           | TobyMac                          | [ 50 ]        |
| 22 сентября | North                                               | Matchbox Twenty                  | [ 51 ]        |
| 29 сентября | Away from the World                                 | Dave Matthews Band               | [ 24 ]        |
| 6 октября   | The Truth About Love                                | Pink                             | [ 52 ]        |
| 13 октября  | Babel                                               | Mumford & Sons                   | [ 53 ]        |
| 20 октября  | Babel                                               | Mumford & Sons                   | [ 54 ]        |
| 27 октября  | Babel                                               | Mumford & Sons                   | [ 55 ]        |
| 3 ноября    | Night Train                                         | Jason Aldean                     | [ 56 ]        |
| 10 ноября   | Red                                                 | Тейлор Свифт                     | [ 26 ]        |
| 17 ноября   | Red                                                 | Тейлор Свифт                     | [ 57 ]        |
| 24 ноября   | Red                                                 | Тейлор Свифт                     | [ 58 ]        |
| 1 декабря   | Take Me Home                                        | One Direction                    | [ 59 ]        |
| 8 декабря   | Unapologetic                                        | Рианна                           | [ 60 ]        |
| 15 декабря  | Girl On Fire                                        | Алиша Киз                        | [ 61 ]        |
| 22 декабря  | Red                                                 | Тейлор Свифт                     | [ 27 ]        |
| 29 декабря  | Red                                                 | Тейлор Свифт                     | [ 62 ]        |